# العلاقات السنغافورية النيبالية
العلاقات السنغافورية النيبالية هي العلاقات الثنائية التي تجمع بين سنغافورة ونيبال.

## مقارنة بين البلدين
هذه مقارنة عامة ومرجعية للدولتين:
| وجه المقارنة                                              | سنغافورة                                                             | نيبال                             |
| --------------------------------------------------------- | -------------------------------------------------------------------- | --------------------------------- |
| المساحة (كم2)                                             | 719                                                                  | 147.18 ألف                        |
| عدد السكان (نسمة)                                         | 5.89 مليون                                                           | 29.40 مليون                       |
| الكثافة السكانية (ن./كم²)                                 | 819.19 ألف                                                           | 199.76                            |
| العاصمة                                                   | سنغافورة                                                             | كاتماندو                          |
| اللغة الرسمية                                             | لغة إنجليزية، اللغة الملايو، اللغة الصينية القياسية، اللغة التاميلية | اللغة النيبالية                   |
| العملة                                                    | دولار سنغافوري                                                       | روبية نيبالية                     |
| الناتج المحلي الإجمالي (بليون دولار)                      | 323.91 مليار                                                         | 24.47 مليار                       |
| الناتج المحلي الإجمالي (تعادل القوة الشرائية) بليون دولار | 472.59 مليار                                                         | 70.20 مليار                       |
| الناتج المحلي الإجمالي الاسمي للفرد دولار أمريكي          | 52.89 ألف                                                            | 743                               |
| الناتج المحلي الإجمالي للفرد دولار أمريكي                 | 82.76 ألف                                                            | 2.37 ألف                          |
| مؤشر التنمية البشرية                                      | 0.925                                                                | 0.548                             |
| رمز المكالمات الدولي                                      | +65                                                                  | +977                              |
| رمز الإنترنت                                              | .sg                                                                  | .np                               |
| المنطقة الزمنية                                           | ت ع م+08:00، توقيت سنغافورة المنسق ‏                                  | UTC+05:45، التوقيت الموحد لنيبال ‏ |

## منظمات دولية مشتركة
يشترك البلدان في عضوية مجموعة من المنظمات الدولية، منها:
| علم المنظمة | اسم المنظمة                               | تاريخ انضمام سنغافورة | تاريخ انضمام نيبال |
| ----------- | ----------------------------------------- | --------------------- | ------------------ |
|             | مؤسسة التنمية الدولية                     | 27 سبتمبر 2002        | 6 مارس 1963        |
|             | يونسكو                                    | 8 أكتوبر 2007         | 1 مايو 1953        |
|             | مؤسسة التمويل الدولية                     | 4 سبتمبر 1968         | 7 يناير 1966       |
|             | منظمة حظر الأسلحة الكيميائية              | ?                     | ?                  |
|             | الأمم المتحدة                             | 21 سبتمبر 1965        | 14 ديسمبر 1955     |
|             | منظمة الشرطة الجنائية الدولية             | ?                     | ?                  |
|             | البنك الدولي للإنشاء والتعمير             | 3 أغسطس 1966          | 6 سبتمبر 1961      |
|             | الاتحاد البريدي العالمي                   | ?                     | ?                  |
|             | المركز الدولي لتسوية المنازعات الاستشارية | 13 نوفمبر 1968        | 6 فبراير 1969      |
|             | وكالة ضمان الاستثمار متعدد الأطراف        | 24 فبراير 1998        | 9 فبراير 1994      |
|             | بنك التنمية الآسيوي                       | 1966                  | 1966               |
|             | منظمة التجارة العالمية                    | ?                     | ?                  |

## وصلات خارجية
- موقع وزارة الخارجية السنغافورية
- موقع وزارة الخارجية النيبالية